# Rajčić vára
Rajčić vára egy középkori várhely Horvátországban, a Lika-Zengg megyei Gospićhoz tartozó Lipe területén.

## Fekvése
A vár helye Gospićtól keletre, a Likai karsztmezőn fekvő Lipe határában,
a Novčica-folyó kanyarulata feletti 564 méteres magaslaton található.

## Története
Ivan Devčić a neves horvát történész és publicista a falu közelében 1908-ban még látta a vár maradványait, amelynek alapjait még jól látszottak. A vár 7 m átmérőjű, 2,16 m falvastagságú, kerek épület volt, amelynek magassága helyenként elérte az 1,3 métert. Az egyik hosszanti falon az alagsor felé Devčić puskalőréseket látott. A vár körül egy helyenként még látható fal volt. Az alatta folyó patak medrében hatalmas táblákat, a patak fölötti egykori átkelőhely maradványait találta. Stjepan Pavičić történész is említi ugyanezt a települést kijelentve, hogy a középkori Čehović falu egykori területén lévő Lipe faluban van néhány alapfal, mely - mint mondja - valószínűleg az egykori Čehović templomának maradványa.
Devčić szerint az emberek Rajčićnak hívják a vár környékét. E helynév még mindig megtalálható Lipe faluban. Az ismert dokumentumok nem említik ezt a várat. Nem biztos, hogy ennek emlékét őrzi a Mercator térképén található „Cebisic” felirat, bár ez a név fonetikailag nagyon hasonlít a középkorban itt állt Čehović falu nevéhez, amint azt Pavičić is állítja.

## A vár mai állapota
A ma „Gradina” néven is ismert helyről csak annyit lehet elmondani, hogy ott egy épület alapjai találhatók, de nem lehet biztosan megmondani, hogy milyen természetű épület volt, erődítmény vagy szakrális jellegű.